# Sylvester Graham

Sylvester Graham, Lithografie um 1865

Sylvester Graham (* 5. Juli 1794 in Suffield, Connecticut, USA; † 11. September 1851 in Northampton, Massachusetts) war ein amerikanischer Prediger und früher Verfechter einer vegetarischen Reformdiät in den USA. Er stand der so genannten Natural-Hygiene-Bewegung nahe, die Methoden der konventionellen Medizin generell ablehnte.

## Leben
Sylvester Graham wurde 1794 als Sohn eines zu diesem Zeitpunkt bereits 70-jährigen Pfarrers geboren, der zwei Jahre später starb. Seine Mutter war vermutlich krank, jedenfalls wuchs er bei Verwandten auf. Er arbeitete als Lehrer, quittierte aber wegen massiver gesundheitlicher Probleme früh den Dienst.
Mit 32 Jahren entschloss sich Graham 1823 dazu, protestantischer Geistlicher zu werden und er begann eine Ausbildung am Amherst College, die er jedoch abbrach. 1826 heiratete er die Krankenschwester Sara Eads, die er als Patient kennengelernt hatte. Sie war Mitglied der presbyterianischen Kirche und etwas später wurde Graham Prediger dieser Kirchengemeinschaft. Er wurde nach Newark in New Jersey entsandt. Um 1830 schloss er sich der Abstinenzbewegung an und wurde Mitglied der Pennsylvania Temperance Society. Er hielt nun Vorträge über die Gefahren des Alkohols, über Hygiene und über gesunde Lebensweise im Allgemeinen.
Graham hielt eine vegetarische Ernährung für ein wirksames Mittel gegen Alkoholismus, vor allem aber auch gegen sexuelle Gelüste. Obwohl er dem Alkohol medizinischen Nutzen bescheinigte, sollte Alkohol seiner Meinung nach nicht beim geselligen Trinken missbraucht werden. Er glaubte auch, dass eine ungesunde Ernährungsweise zu exzessivem sexuellem Verlangen führe, das den Körper in ein Ungleichgewicht bringe und Krankheiten verursache. 1833 veröffentlichte er das Buch Lecture on Epidemic Diseases Generally and Particulary the Spasmodic Cholera. Darin vertrat er die Theorie, dass ungezügelte Sexualität, "unmoralische" Lebensweise und der Verzehr von Hühnerfleisch Cholera hervorriefen. Von 1837 bis 1839 erschien Graham’s Journal of Health and Longevity. Darin veröffentlichte er auch eine Abhandlung über Brot und die Brotherstellung.
Mit seinen Theorien gelang es ihm, eine Schar von Anhängern, die so genannten Grahamiten, für sich zu gewinnen. Trotzdem wurde er von vielen Zeitgenossen für seinen unerschütterlichen und fanatischen Enthusiasmus belächelt. Zeitungsberichten zufolge fielen zahlreiche Damen während seiner Vorträge in Ohnmacht, sobald er seine Ansichten über Sexualität, vor allem über Masturbation, und seine Abneigung gegen das Tragen von Korsetts öffentlich ausbreitete.
1829 entwickelte er als Bestandteil einer Diät das noch heute bekannte Grahambrot aus fein geschrotetem Vollkornweizen ohne die damals üblichen Zusätze wie giftige Bleichmittel. Eine weitere Erfindung waren die Graham Cracker, Kekse aus Vollkorngetreide. Die Diät war rein vegetarisch und basierte vor allem auf frischem Obst und Gemüse sowie Vollkorn. Fleisch und Gewürze waren tabu. Butter war in geringen Mengen erlaubt, ebenso ganz frische Milch, Käse und Eier. Der Verzicht auf Fleisch und Gewürze wirke sich nach seiner Meinung dämpfend auf die Libido aus. In den 1830er Jahren fand die Diät in den USA vor allem Anhänger unter den Puritanern. Sogar einige Restaurants spezialisierten sich auf die Graham-Diät, so auch in New York und in Boston.
1837 wurde er wegen seiner Diät-Empfehlungen von aufgebrachten Metzgern und Bäckern bedroht, die ihn davon abhalten wollten, in Boston zu sprechen.
1850 gehörte er zu den Gründern der American Vegetarian Society, die nach dem Vorbild einer vegetarischen Vereinigung in England gebildet wurde. Graham, der zeit seines Lebens seine eigenen Ernährungs- und Lebensregeln befolgte, starb bereits 1851 im Alter von 57 Jahren in Northampton.

## Wirkung
Graham beeinflusste auch andere amerikanische Persönlichkeiten, darunter den Verleger Horace Greeley und den Naturheilarzt John Harvey Kellogg, der heute vor allem als Gründer der Firma Kellogg’s und Erfinder der Cornflakes bekannt ist und Grahams Haltung zu Sex, Alkohol und Fleischkonsum teilte. In der Schweiz und in Deutschland vertrat Theodor Hahn seine Vorstellungen über Ernährung.
Heute ist Graham in den USA vor allem als Erfinder der Graham Cracker bekannt, wobei die in den Supermärkten unter diesem Namen angebotenen Kekse nicht unbedingt seinen Vorgaben entsprechen, da helles Weizenmehl verwendet und relativ viel Zucker zugesetzt wird.
Besonders in Süddeutschland, der Schweiz und in Österreich (Grahamweckerl) haben sich Grahambrot und -brötchen aus Vollkornschrot gehalten.